# Ange (Franse muziekgroep)

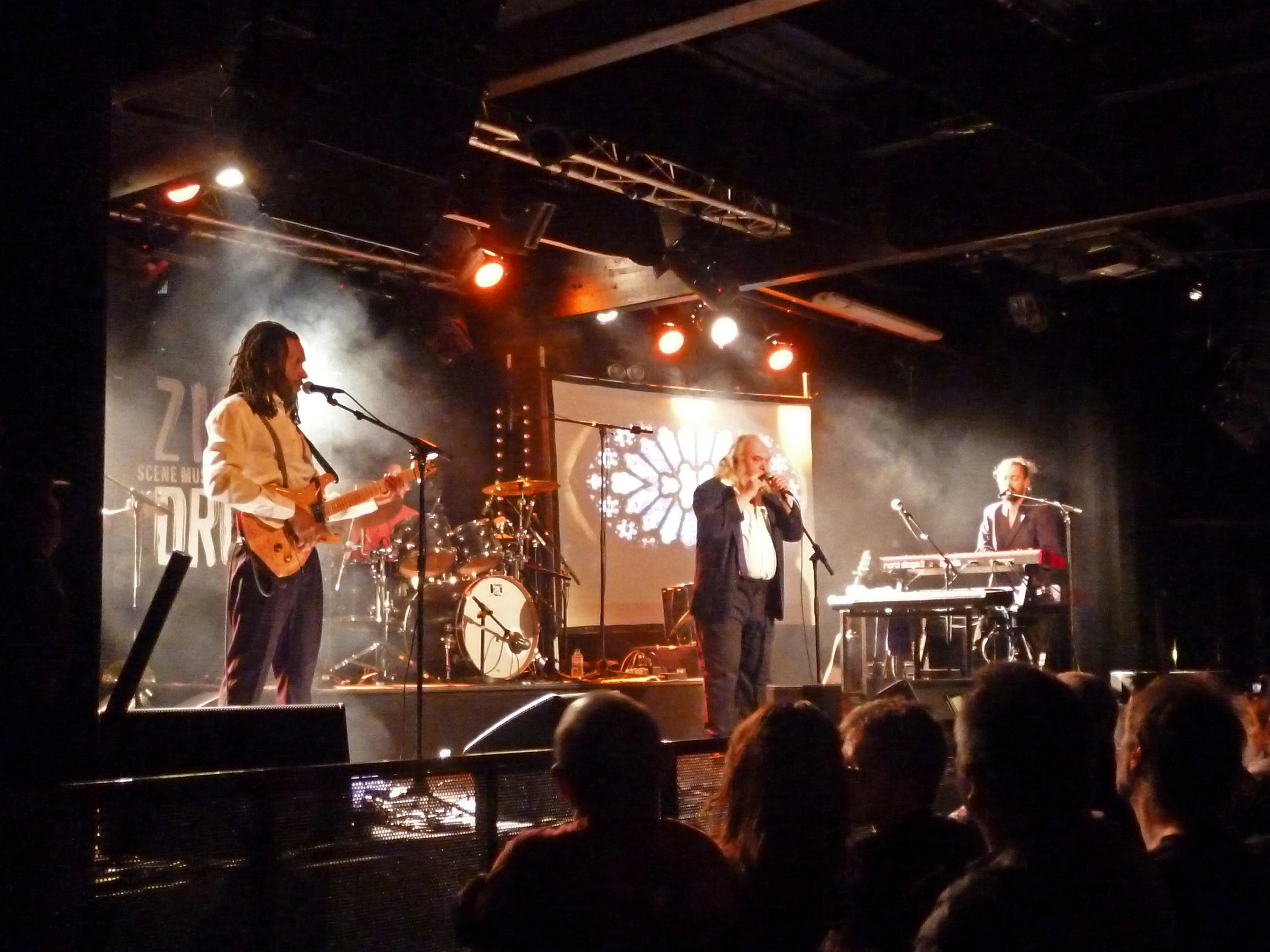
Ange in concert, 2016

Ange is een band uit Belfort, Frankrijk begonnen eind jaren 60 van de 20e eeuw.
Ange is een buitenbeentje in de popmuziek. Algemeen gesproken wordt hun muziek ingedeeld bij de progressieve rock. Hun muziek heeft zeker in het begin veel weg van Genesis met Peter Gabriel, en van King Crimson. Het gebruik van de Franse taal maakt de muziek zangeriger en geeft een folkachtig karakter, ook omdat de bezongen thema's uit de geboortestreek van de heren Décamps komen. Die Franse taal zorgt overigens wel voor een barrière; men is "wereldberoemd" in Frankrijk, Zwitserland en België, daarbuiten is men veel minder bekend. In de jaren 80 van de 20e eeuw, waren sommige albums bijvoorbeeld in het geheel niet verkrijgbaar / bestelbaar in Nederland; voor platen moest men naar Brussel. Ook in Japan is de band populair.
De band is samengesteld rond de centrale figuur Christian Décamps. In eerste instantie leidde hij de band samen met zijn broer Francis Décamps, was dan een tijdje weg, kwam terug en vanaf 1999 was hij weer leider en speelde zijn zoon Tristan Décamps in de band. Christian Décamps was dan ook gedurende een groot deel van het bestaan van Ange de belangrijkste tekstschrijver; naast zanger is Christian ook schrijver, dichter en performer.
Vanwege de taalbarrière vond de groep weinig internationale erkenning; na verloop van tijd nam Ange ook albums op voor zeer kleine platenlabels in Frankrijk. De verkoop van albums en de populariteit stijgen toen Musea Records, een internationaal platenlabel, een aantal van die albums heruitbracht.
In 1995 viel Ange uit elkaar door muzikale meningsverschillen tussen Christian en Francis. Christian ging solo verder en startte in 1999 Ange weer op, nu met musici die hem al tijdens die solocarrière begeleidden, waaronder dus zijn zoon.
In het begin van de jaren 00 van de 21e eeuw kreeg de band een nieuwe impuls toen Steven Wilson van Porcupine Tree hun album Culinaire Lingus produceerde en af en toe ook meespeelde. Het maakt de muziek compacter en steviger. Dat resultaat zet zich voort bij het album ? en de daaropvolgende live-opnamen van Le Tour de la Question.

## Trivia
- Ange heeft een hechte fanclub (un pied de la marge) die de groep al jaren ondersteunt; als men lid is van die fanclub krijgt men jaarlijks een fanclubeditie toegezonden, met bijzondere opnamen etc.
- Zowel Christian als François Decamps hebben een aantal solo-albums uitgebracht.
- Gedurende de historie van de band hebben een aantal inmiddels beroemde Franse musici meegespeeld, bijvoorbeeld Jean-Pascal Boffo (gitaar).
- Men beschouwt de band Lazuli als een goede opvolger van Ange, mocht Ange ermee ophouden; Christian Decamps is anno 2007 60 jaar; Lazuli speelt op de verjaardagspartij van Christian.
- In juni 1974 viel Christian van het podium; de groep kon 6 maanden niet optreden; hij heeft in beide voeten middenvoetsbeentjes gebroken.
- Par les fils de mandarin is ooit eens in een Engelstalige versie verschenen.

## Discografie
Deze discografie is exclusief verzamelalbums:
- 1971: En concert
- 1972: Caricatures
- 1973: Le cimetière des arlequins
- 1974: Au-delà du délire
- 1975: Émile Jacotey
- 1976: Par les fils de mandrin
  - 1976: By the sons of mandrin (Engelstalige versie)
  - 1976: Par les fils de mandrin millésimé 77 (live)(album verscheen in 2003)
- 1977: Tome VI: Live 77 (live)
- 1978: Guet-apens
- 1980: Vu d'un chien
- 1981: Moteur!
- 1982: À propos de ... (tribute-album)
- 1983: La gare de Troyes
- 1985: Fou!
- 1986: Egna
- 1987: Tout feu tout flamme/C'est pour de rire
- 1987: Tome 87 (live in 1987, pas later uitgebracht)
- 1989: Sève qui peut
- 1993: Les larmes du Dalaï lama
- 1994: Mémo
- 1996: Rideau! (live)
- 1996: À...dieu (live)
- 1999: La voiture à eau
- 2000: Rêves-parties
- 2001: Culinaire lingus
- 2002: Brocantes (fan club)
- 2003: Envrac (fan club)
- 2005: ?
- 2007: Le Tour de la Question (live)
- 2007: Zénith An II (live)
- 2007: Souffleurs de Vers
- 2009: Souffleurs de Vers tour (live)
- 2010: Le bois travaille, même le dimanche
- 2011: Escale à Ch'Tiland
- 2012: Moyen-âge
- 2014: Émile Jacotey résurrection (origineel uit 1975)
- 2014: Émile Jacotey tour